# Euphyia aggregata
Euphyia aggregata là một loài bướm đêm trong họ Geometridae.